# Бобрышев, Василий Тихонович
Василий Тихонович Бобрышев (1900—1941) — советский журналист, литературный критик.
Печатался с 1916 года. Во время Гражданской войны служил в РККА. Работал в Главполитпросвете, в редакциях газет и журналов. Более всего известен работой в качестве заведующего редакцией журнала «Наши достижения» (1933—1936). Член Союза писателей с 1934 года.
С началом войны вступил в народное ополчение, служил в «писательской роте». Погиб в вяземском котле.

## Семья
- Брат — Сергей Тихонович Бобрышев (1898—1937), эсер, юрист, директор Крымского пединститута. Расстрелян.
- Брат — Дмитрий Тихонович Бобрышев (1901—1938), помощник начальника ГУПО ОГПУ СССР. Расстрелян.
- Брат — Иван Тихонович Бобрышев (1903—1938), журналист, редактор «Комсомольской правды» (1929). Расстрелян.
- Сестра — Екатерина Тихоновна Бобрышева (1907—1970), редактор издательства «Детская литература».

## Статьи
- Об очерке // Наши достижения. — 1932 — № 8
- Очерк — большая литература // Наши достижения. — 1934 — № 5
- О родимых пятнах // Наши достижения. — 1934 — № 7, 8
- Счастье быть молодым // Наши достижения. — 1935 — № 11
- Восторг и слёзы // Наши достижения. — 1936 — № 3
- Наш редактор // Наши достижения. — 1936 — № 3
- Горький о молодежи и детях // Детская литература. — 1938 — № 18-19
- О биографии Горького // Литературное обозрение. — 1939 — № 2
- Время и место действия // Литературное обозрение. — 1939 — № 19
- Крупный зверь // Литературное обозрение. — 1940 — № 6
- Последнее возвращение Свифта // Знамя. — 1940 — № 2
- Второе рождение писателя // Знамя. — 1940 — № 3
- Черты героя // Знамя. — 1940 — № 6, 7
- Шестое чувство // Знамя. — 1941 — № 6